# Leiher Géza
Leiher Géza (Bályok, 1921. április 11. – 2011. június 11.) magyar kertészmérnök, kertészeti szakíró, vállalkozó.

## Élete és munkássága
Uradalmi kertész fiaként született, Curtea de Argeșen szerzett kertészképesítő diplomát (1938). A hátszegi almatermesztés meghonosításáért indított mozgalmat (1939-1940), Cegléden (1941-1943), Szilágysomlyón (1944-1949) dolgozott, 1949-1953 között a bályoki állami mezőgazdasági vállalat alkalmazottja, majd a Nagybánya Tartományi Mezőgazdasági Igazgatóság, ill. a Kolozsvári Kertészeti Kutatóintézet munkatársa; a pettyéni Agronómusok Háza kertészeti előadója (1961-1970). Keze alól került ki a szilágysági, Szatmár vidéki, máramarosi nagyüzemi gyümölcstermesztők derékhada.
Félezer szakcikke és tanulmánya jelent meg a Bányavidéki Fáklya, Szatmári Hírlap és a Falvak Dolgozó Népe hasábjain. Az 1989. decemberi fordulat óta kertészeti rovatot tartott fenn a Szatmári Friss Újságban. 1991-től vállalkozó volt Szatmárnémetiben.